# Zimowe Mistrzostwa Rosji w Rzutach 2012
Zimowe Mistrzostwa Rosji w Rzutach 2012 – zawody lekkoatletyczne, które rozegrano w Soczi od 27 do 29 lutego.
W konkursie oszczepniczek drugie miejsce zajęła Łada Czernowa (59,47), jednak jej rezultat został anulowany z powodu wykrycia u zawodniczki niedozwolonych środków dopingujących.

## Rezultaty

### Mężczyźni
| Konkurencja:   | 1. miejsce        | Rezultat | 2. miejsce       | Rezultat | 3. miejsce        | Rezultat |
| Rzut dyskiem   | Jewgienij Bratko  | 57,24    | Nikołaj Siediuk  | 57,03    | Michaił Dwornikow | 55,62    |
| Rzut młotem    | Siergiej Litwinow | 79,06    | Kiriłł Ikonnikow | 76,63    | Igor Winiczenko   | 73,81    |
| Rzut oszczepem | Siergiej Makarow  | 82,20    | Ilja Korotkow    | 74,35    | Igor Suchomlinow  | 74,03    |

### Kobiety
| Konkurencja:   | 1. miejsce           | Rezultat | 2. miejsce           | Rezultat | 3. miejsce      | Rezultat |
| Rzut dyskiem   | Darja Piszczalnikowa | 60,74    | Jekatierina Strokowa | 58,23    | Wiera Ganiejewa | 57,26    |
| Rzut młotem    | Tatjana Łysienko     | 71,25    | Gulfija Chanafiejewa | 68,23    | Nina Wołkowa    | 67,47    |
| Rzut oszczepem | Marija Abakumowa     | 64,00    | Marina Maksimowa     | 59,30    | Oksana Gromowa  | 52,56    |